# San Mateo (Cantabria)
San Mateo es una aldea del municipio de Los Corrales de Buelna, Cantabria, España.

## Historia

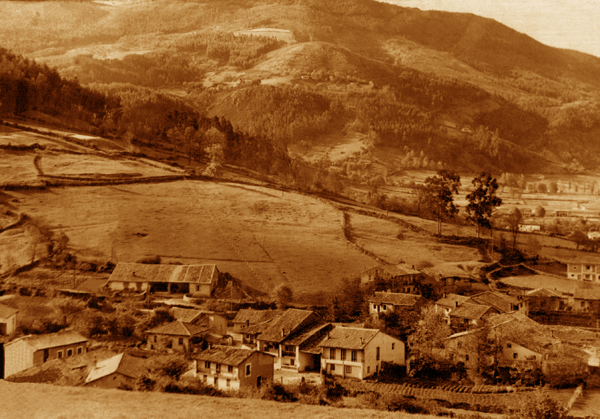
Barrio El Isprón en los años 1960.

Para encontrar la primera referencia histórica del barrio de San Mateo hay que dirigirse a la figura de Fernán González “El Buen Conde”. Fray Diego de Arredondo Alvarado, originario del Valle de Ruesga y abad del monasterio de San Pedro de Arlanza (Burgos) le dedicó a Carlos V en 1524 su "Crónica de Fernán González", donde destaca que el entonces Conde de Castilla se crio en un lugar de la Montaña cerca de San Mateo, casa de Martín González donde estaba asentado su extendido linaje de la Casa de Lara. Hasta su muerte vivió en la comarca su nieta la infanta Urraca.
A finales del siglo X el descendiente conde García Fernández “el de las Manos Blancas” casado con Ava de Ribagorza , funda para su hija Urraca el infantado de Covarrubias año 978 quedando adscritos al por aquel entonces al Valle de Olna los lugares de San Martín de Lobado, San Andrés de Somahoz, San Julián de Barros, San Cipriano (Lombera), San Martín de "Penna" (Coó) y Santa María de La Cuesta (Corrales). Fuera de su dominio quedaba la Aldea de San Mateo, que pertenecía al Abadengo de Cervatos concedido Fuero en el año 999 por el Conde Sancho García “El de los buenos Fueros”, hermano de la Infanta Urraca.

Yn Buelna ecclesiam Sti. Mathei cum decimio et oblantioni bus et cum ina villa ubi sita est nostra eclesia el cum omnibus solaribus nuis
En Buelna la iglesia de San Mateo con diezmos y oblaciones, y con el pueblo donde está nuestra iglesia, con todos los solares.
Inventario de Bienes San Pedro de Cervatos. Fondo Histórico Biblioteca Pública Menéndez Pelayo de Santander.

A finales del siglo XI (1093) se produce, a cargo del obispo de Burgos don Gómez, la consagración de la basílica de San Mateo, en las Asturias de Santillana. Romualdo Moro, en 1892, por encargo del Marqués de Comillas, remitió a la Real Academia de Historia copia de una lápida cristiana de la iglesia de San Mateo, en el valle de Buelna, con la siguiente inscripción:

Sub Era T.C.XXXIA. VIIº 
 Kls aprilis fuit consecrata is
ta baselica sci Matthei a dom
no Gomesano epo 
En 26 de marzo de 1093 fue consagrada esta basílica de San Mateo por el obispo don Gómez (crismón)

El marco geográfico de situación (Valle de las Asturias de Santillana), otorga una directa influencia al ya nombre propio San Mateo realizando una referencia compuesta añadida, BUELNA (Belona o Luna) cuyo origen viene dado por una divinidad asiática que de la mitología griega pasa a la romana como hermana o esposa de MARTE, Dios de la Guerra entre los cántabros y los astures en tiempos de la dominación romana según testimonia Strabon o Estrabón. El geógrafo e historiador griego describe cómo también los cántabros adoraban a los astros en el Libro III de su (Geografía), .
Durante la Baja Edad Media en España se realiza a gran escala un inventario de bienes del Reino de Castilla, manuscrito de referencia histórica que recibe el nombre de; El Becerro de las Behetrías de Castilla.El Rey Pedro I de Castilla ordenó la pesquisa de Behetrías en cuyo manuscrito "Libro Becerro" del siglo XIV realiza la siguiente referencia:
- " Sant matheo de huelna; Este logar es del abbt de cervatos.Derechos del rey: Dan al rey servicios e monedas quandolos pagan los otros de la tierra e facenles pagar forzadamente la fonsadera ca dixieron que non havian porque la pagar porque decian que eran previllegiados della. La justicia del dicho logar e los omecillos de los fijos dalgo es del rey. Derechos del señor: Dan cada año todos los del dicho logar por infurcion a su señor cada año sesenta marabedis. Mas dan al abbat cada semana de cada casa para lanor del abbat. Danle de nucion el peón que fina veyste mrs."1366.

En San Mateo de Buelna, cada semana debía trabajar un obrero las labores del abad. Los abades más significativos fueron los del siglo XV, entre los que destacaron Alfonso Díaz Lasso de la Vega y Juan Martínez de Requena.
En 1431 se constituyó el Condado de Buelna, que el rey Juan II de Castilla atribuyó a Pero Niño, descendiente colateral de uno de los linajes más ilustres de La Montaña: la Casa de la Vega. Su madre era Inés Laso de la Vega, ama de cría del heredero de la Corona de Castilla, por lo que desde su infancia se educó en la casa del Rey, donde recibió una esmerada educación, en armonía con las actividades militares. En reconocimiento por sus acciones contra los corsarios en 1404 y su expedición de castigo a Inglaterra en 1405, fue nombrado primer titular de este condado.
Este título pasó después a su sobrino, el hijo de su hermano Alfonso Niño, abad de Santillana, quien encargó la construcción de la torre fortaleza levantada en su honor a finales del siglo XIV o principios del XV en el barrio de Llano, constituyendo en la actualidad el monumento más emblemático del valle de Buelna. Con la extinción de este linaje, se hicieron con el señorío del lugar los marqueses de Aguilar y condes de Castañeda, hasta llegar los duques de Frías.
Durante el mandato de Pero Niño, como plasma "El Apeo de Cervatos", se reflejan los solares de hidalguía del histórico y único enclave señorial del Abadengo en el Valle de Buelna "SAN MATHE DE BUELNA"; "En Buelna ha la Eglesia de Sant Pedro de Cervatos la Eglesia que dice de Sant Mathe con los solares que están a rededor, con solares en Los Palacios, e prados, e exidos, e fuentes e con los vasayos que en los dhos. solares moran que es todo suyo."
El Apeo referente a San Mateo se hace constante mención a Los Palacios, ya que era el lugar neurálgico de concentración de la hidalguía señorial que administraba el pueblo, Ferreros de Los Palacios en el prado del Forno, Carnicero de los Palacios,... . Como notable destacar a la familia de Johan de Sant Mathe donde hasta el Siglo XVII gran parte de la trabajada mies en suertes recibe su nombre "Suertes del Sr. San Mateo". Al margen de Los Palacios otros nombres linderos del pueblo como la Serna Arduengo, Hazas del Campo, Peralejo o un tramo del entonces Río Moriado o Moriando, resaltan el linde con el poderío del Abat vecino pero ajeno, el "Abat de Cobarrubias" (Los Corrales de Buelna), ...dicho solar de los Palacios ha lindero el río Moriando, e otro solar del Abat de Cobarrubias, e el río esta en medio da de infurcion VII mrs."
Durante esta época medieval ya se tiene constancia escrita del elemento más característico del peculiar paisaje y de distribución casi simétrica del pueblo y sus vecinos, el Río Aginas (Río Rebujas).
En el XVII San Mateo vive su esplendor en hidalguía, el censo de 1692 así lo demuestra, la cultura en este siglo evoca una válvula de escape a las ataduras de la Edad Media y el concejo vive un crecimiento demográfico donde la mayor parte de la nobleza incide en concentrarse en el sur del pueblo a las faldas del Miñón y a puertas del vecino lugar Santa María de La Cuesta.
De esta forma con una ubicación estratégica controlaban todas Las Suertes del Sr. San Mateo desde la entrada y sin dividir sus Palacios con la inmensa Mies regada por dos arroyos que seguía rindiendo tributo a Cervatos.
A mediados del Siglo XVIII el Rey Fernando VI ordena a su Ministro, Marqués de la Ensenada, un minucioso estudio nuevamente a gran escala de sus habitantes, propiedades territoriales, edificios, ganados, oficios, rentas, incluyendo los censos; incluso de las características geográficas de cada población. El conocido Catastro de Ensenada proporciona un volumen de documentación abrumador, que sigue dando oportunidad a los historiadores para analizar, a través de una excelente radiografía, la economía, la sociedad, la práctica del régimen señorial e incluso el estado del medio ambiente; y es desde luego la mejor estadística disponible en el contexto europeo del Antiguo Régimen, que podemos considerar pre-estadístico.
En esta época destaca en "San Matheo" el hidalgo Don Gaspar Mathias de Zeballos, señor administrador del pueblo, nacido y residente en el Barrio de Los Palacios que durante más de un tercio de siglo llevó los designios y responsabilidad vecinal.
En 1754 la Iglesia de San Mateo pasa a formar parte de la Diócesis de Santander, tras ser está erigida por Benedicto XIV el 12 de diciembre del mismo año. Atrás quedarán ocho siglos durante los cuales, dentro del marco de Cervatos, San Mateo perteneció a la Archidiócesis de Burgos, establecida por el rey Alfonso VI de Castilla en 1075, y elevada a sede metropolitana por Gregorio XIII el 22 de octubre de 1574.
A comienzos del siglo XIX se establece el régimen municipal dentro del marco de la Primera Constitución promulgada 10 años antes en las Cortes Generales de España en Cádiz. En 1822 durante el Trienio Liberal, el Valle de Buelna, uno de los de la Merindad de las Asturias de Santillana, se dividió en dos municipios: el de San Felices y el de San Mateo cuya estructura quedaba de la siguiente forma;
- AYUNTAMIENTO DE SAN MATEO - 1822 (Pueblos: Vecinos | Almas) A.H. Gobierno de Cantabria:
  - Somahoz: 60 | 306
  - Los Corrales: 146½ | 686
  - San Mateo (Capital del Municipio): 49 | 211
  - Barros: 85 | 375
  - Coó: 93 | 407

El Valle se actualizaba bajo el amparo de la madre de las Constituciones en España "La Pepa", y durante casi dos tercios de siglo San Mateo era, junto a San Felices, la referencia oficial del corazón de la entonces Provincia de Santander.
El 16 de enero de 1822, en el todavía Concejo de San Mateo, se constituye en acta el nuevo y primer Ayuntamiento del Municipio de San Mateo. El primer Alcalde fue Don Matías de la Hera Quintana nombrado oficialmente el 20 de enero del citado año. El espacio físico del Consistorio se ubica en la llamada "Casa Abacería" de San Mateo.
Pasada la Década Ominosa el país se instala en una fase de transición que deriva en el Estatuto Real de la regente María Cristina de Borbón-Dos Sicilias. San Felices reclama en acta su Ayuntamiento otorgado durante el Trienio Liberal y desvinculado de la otra mitad del valle de Buelna (Acta Municipal 10 de agosto de 1835).
El 25 de diciembre de 1835 se forma el nuevo Ayuntamiento de Los Corrales en detrimento del pueblo de San Mateo, que por primera pierde la Casa capitular y con ello la capitalidad del Municipio. Es la primera constancia escrita de un movimiento de intereses por el cual se quiere hacer de Corrales la Capital a pesar de que la Casa Abacería de San Mateo es propiedad y ocupa el puesto céntrico del distrito.
Es en acta a 13 de mayo de 1855 donde de nuevo queda constancia del retorno de todas las facultades administrativas municipales a San Mateo.
" Ygualmte se acordó trasladar las sesiones de Ayuntamiento a la casa abacería propia del pueblo de S. Mateo como puesto céntrico del distrito, donde se harán las composiciones necesarias para su decencias y aseo; cuya determinación ha creído la corporación ser útil y conveniente, tendiendo en cuenta las muchas rentas que paga por la que ocupa en la actualidad, además de ser un local poco capaz, lóbrego e insano, con lo que se dio por terminado el acto, de que yo el Srio. Certifico. ."
San Mateo vuelve a albergar el Ayuntamiento pero no cesarán los intereses creados para eliminar los derechos otorgados tras la Constitución de Cádiz de 1822.
El 22 de junio de 1873, este movimiento da un paso más ya que vecinos de Somahoz y Los Corrales, mediante escrito firmado por 274 de ellos, piden se traslade la Casa Capitular de San Mateo a Los Corrales. Como oposición se encontraron la unión de los vecinos de Coo, Barros y el propio San Mateo que elevan escrito común al Gobierno Civil oponiéndose a cambiar la capitalidad ya asentada.
En 1879 ocurre un incendio en el ayuntamiento que lo deja semidestruido. Durante 4 años, se intenta continuar, de forma paralela con su funcionamiento y realizar la reconstrucción, no queda más remedio que abrir un paréntesis que ya sería definitivo. En 1883 se enajena en pública subasta la Casa Capitular de San Mateo, fue vendida el 1 de diciembre por 1.100 ptas.
El 16 de agosto de 1885 se acuerda trasladar la Casa Capitular de San Mateo a Los Corrales, concretamente a la Casa-almacén cedida por José Pérez Riaño que reunía todas las condiciones requeridas para ello, en un proyecto del cual se llevaban años trabajando.
Es el 1 de mayo de 1894 cuando el ofrecimiento de Don Bernardo Rodríguez toma cuerpo y de manera definitiva el Consistorio se ubica en las habitaciones del Maestro y Maestra de Los Corrales (Hoy Teatro Municipal).
El Ayuntamiento lo sacaron del pueblo para ubicarlo de manera oficial en la nueva y emergente zona del valle, sin duda más influyente en hidalguía y señorío, que posteriormente pasaría a ser engrasada a "tirones de alambre" para transformarse en el motor de toda la comarca del Besaya, el pueblo de Los Corrales de Buelna tomaba el relevo como capital y pasó a dar nombre al municipio.
Hoy San Mateo es una localidad de dicho municipio junto a Barros, Las Caldas del Besaya, Cóo, Somahoz, Lobado y Los Corrales de Buelna.
En cuanto al patrimonio histórico de San Mateo que se conserva destacan los restos de la estructura noble y heráldica situada al sur. El Barrio de los Palacios deja todavía tintes valiosos de la arquitectura señorial que durante siglos ha administrado la servidumbre de los vasallos para cumplir con Cervatos. Casonas y Portaladas reflejan el histórico fortín del pueblo.
Junto al Camino Real, en la entrada del casco viejo de San Mateo, se encuentra otra gran casona conocida coloquialmente como "El Palacio" con las armas de García del Rivero y de González-Quijano, ambos del siglo XVIII donde así mismo destaca su portalada. En Barrios como la Corraliega o el histórico Isprón se conservan escudos heráldicos de armas de Rivero, González-Quijano, Ceballos e incluso tallas con referencias a la Inquisición.

## Geografía

### Localización
La localidad está ubicada en el centro geográfico de Cantabria, a 90 m s. n. m., y dista 1,4 km de la capital municipal, Los Corrales de Buelna. Está atravesada por el río Rebujas.
El pueblo de San Mateo está rodeado:
- al norte por Barros, con el que comparte Polígono Industrial,
- al sureste por Los Corrales de Buelna
- y al oeste por la Reserva Natural del Saja-Besaya, en la que se adentra hasta el nacimiento del río Rebujas, Monte Predazo.

### Población
Según el padrón municipal de habitantes de 2016 (INE), su población es de 292 habitantes. Varones: 143. Mujeres: 149.

### Barrios
Destacan los históricos: El Isprón, La Llosa, La Castañera y Los Palacios ya que desde 1753 en el Catastro de Ensenada hasta nuestros días se tiene constancia de ellos.
A estos nombre se añaden: Peña del Campo, Mies de Arduengo, Mies de Vega, Mies de Los Palacios, El Miñon, Escuelas Nacionales, Callejón de Desastre, La Corraliega, La Campiza, El Moruco (Monco), La Pozona, El Coteruco, Rebujas, La Pesquera, El Calero, La Concepción , El Portillo Jarrera , La Pontarcada de San Mateo, Camino Real.

## Cultura
Destaca su festival de música Rebujas Rock, y las diferentes actividades que se realizan bajo la organización de la Sociedad Cultural y Deportiva Rebujas.

### Enseñanza
La actividad académica viene dada por el C.P. Rebujas y el I.E.S. Estelas DE Cantabria, ubicado este último en el barrio La Peña del Campo.

### Sociedad Cultural y Deportiva Rebujas
La historia sociocultural reciente de San Mateo está ligada al nacimiento en 1982 de la "Peña Rebujas", una sociedad sin ánimo de lucro que se funda inicialmente con el objetivo principal de mantener y revitalizar las Fiestas Patronales de San Mateo.
Al mismo tiempo el deporte, la cultura y las tradiciones del pueblo se verán reforzadas desde su creación. En el año 2007 celebraron su 25.º aniversario. Cuenta con más de 250 socios.

## Agrupación de trajes regionales
Desde el año 2001 en San Mateo se confeccionan trajes regionales para mantener el espíritu y la tradición de este elemento en Cantabria. Se cuenta con más de 50 trajes.

## Deportes

### Bolos
Destaca el bolo palma, deporte vernáculo de Cantabria, que en San Mateo cuenta con la P.B. Rebujas-PUEBLO de SAN MATEO así como una escuela de formación.

### Fútbol sala
El pueblo ha contado con numerosos equipos federados. Pese a los pocos habitantes que tiene el pueblo, en el año 2004 el equipo infantil quedó campeón de Cantabria y representó a la región en el Campeonato de España.

### Instalaciones deportivas
- Bolera pública "Pueblo de San Mateo".
- Pista Polideportiva "Ángel Renero Iglesias Tito".
- Cubierta de San Mateo "La Cancha".
- Velódromo "José Antonio González Linares".

## Fiestas
Fiestas de San Mateo
La semana del 21 de septiembre se celebran las fiestas patronales, romerías tradicionales con orquestas, pito y tambor, folclore de Cantabria y degustaciones de sardinas asadas con pimientos, entre otros alimentos. También hay actividades deportivas y culturales para todas las edades donde por su originalidad destaca la "carrera de caracoles" que reúne cada año a más de 350 participantes. también tienen lugar las tradicionales "coplas festeras", donde se resume el año con anécdotas de famosos, políticos y vecinos a modo de versos.
Otro de los símbolos de la fiesta es Mateo, un personaje de ficción creado a imagen de una fotografía del 21 de septiembre de 1923 durante las fiestas en el "prao de los Alamos". Está ataviado con pantalón negro, fajín y pañuelo rojo, escarpines, boina, ahijá de avellano, bota de vino y con la camisa de color naranja haciendo referencia en este último término al color característico de la peña. En su pecho destaca una estrella blanca.
Magosta
En el tercer sábado del mes de noviembre se celebra la ancestral magosta. En esta fiesta concurren, castañas asadas, pito y tambor, gaiteros, romería montañesa, etc.
Marzas
La última noche del mes de febrero, se celebra en San Mateo otra tradición de Cantabria. Varios vecinos se unen para cantar las Marzas por los distintos barrios para desear una buena y productiva primavera.

## Industria

### Polígono Industrial Barros-San Mateo
El motor de la actividad laboral es el polígono industrial, una antigua zona de mies agrícola expropiada a los vecinos del pueblo y a gente de pueblos cercanos a finales de los años 70 para impulsar el sector económico de todo el Valle de Buelna. En 2009 se le añade el nombre de San Mateo.
El turismo rural, la hostelería y el taller de automóvil son otras actividades destacadas.